# Alessandro Covi
Alessandro Covi (ur. 28 września 1998 w Borgomanero) – włoski kolarz szosowy.

## Osiągnięcia
Opracowano na podstawie:

2016
- 1. miejsce w Grand Prix Bati-Metallo
- 1. miejsce na 1. etapie Tour du Pays de Vaud
- 1. miejsce w Montichiari-Roncone
- 2. miejsce w Grand Prix Rüebliland

2018
- 1. miejsce na 6. etapie Tour de l’Avenir

2020
- 2. miejsce w Giro dell’Appennino

2021
- 3. miejsce w Giro di Sicilia
  - 1. miejsce w klasyfikacji młodzieżowej
- 2. miejsce w Coppa Bernocchi
- 3. miejsce w Coppa Agostoni

2022
- 1. miejsce w Vuelta a Murcia
- 1. miejsce w klasyfikacji punktowej Vuelta a Andalucía
  - 1. miejsce na 2. etapie
- 3. miejsce w  Trofeo Laigueglia
- 1. miejsce na 20. etapie Giro d’Italia

2023
- 3. miejsce w Trofeo Laigueglia

## Rankingi
| Rok             | 2018  | 2019  | 2020 | 2021 | 2022 | 2023 | 2024 |
| --------------- | ----- | ----- | ---- | ---- | ---- | ---- | ---- |
| World Ranking   | 1811. | 1561. | 201. | 83.  | 130. | 454. | 483. |
| UCI Europe Tour | 1196. | 1036. | 167. | 69.  | 107. | -    | -    |
|                 |       |       |      |      |      |      |      |
| Źródło: UCI     |       |       |      |      |      |      |      |